# CELT
CELT是一種開放、免版稅的有損音頻壓縮格式和自由軟件編解碼器，具有非常低的算法延遲，可用於低延遲音頻通信。這些算法是公開記錄的，其使用不受軟件專利限制。該格式的開發由Xiph.Org基金會（作為Ogg編解碼器系列的一部分）維護，後來由互聯網工程任務組（IETF）整合到Opus工作組中。
CELT旨在彌合Vorbis和Speex之間的差距，適用於需要高品質音訊和低延遲的應用。它適用於語音和音樂，藉鑑了CELP算法的想法，但通過專門在頻域中操作避免了它的一些限制。

## 外部連結
- 官方網站